# De Megafoons

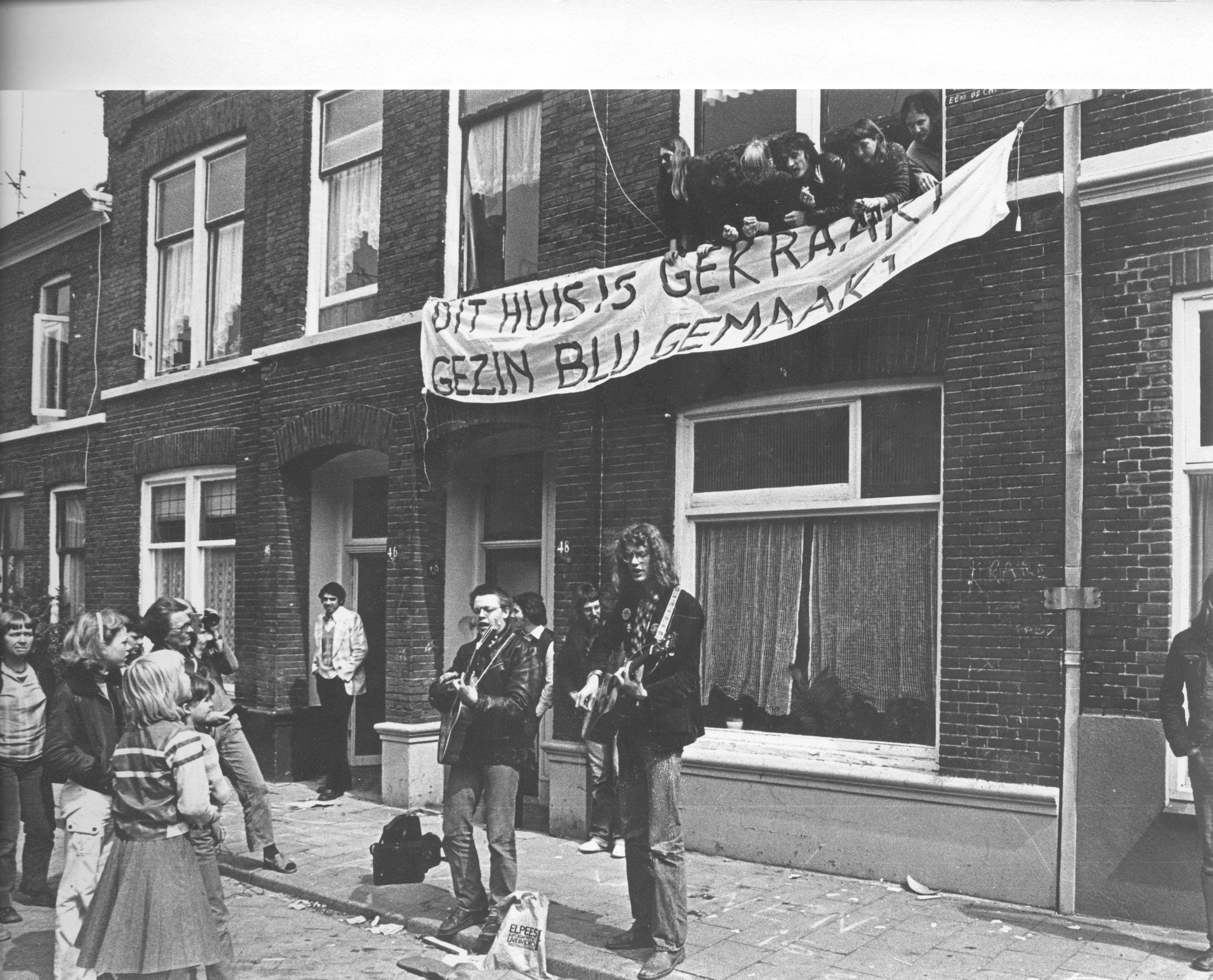
Straatoptreden van de Megafoons

De Megafoons was een Utrechtse akoestische punkband van 1978 tot 1984 die in eigen beheer twee singles uitbracht.
De oprichters van de Megafoons, Maurits Groenenberg en Willem Koppenol, speelden eenvoudige punkmuziek met twee akoestische gitaren en tweestemmige zang met Nederlandstalige maatschappijkritische teksten. Door de eenvoudige opzet was er weinig voorbereiding nodig voor een concert tijdens politieke activiteiten zoals manifestaties, demonstraties en acties.

## Activiteiten
Het duo was actief betrokken bij de activiteiten van het Utrechtse actiecomité Tivoli Tijdelijk. Een van de eerste activiteiten waarmee Tivoli Tijdelijk de aandacht trok was de bezetting van de leegstaande barakken op het Lepelenburg te Utrecht. Nadat de hekken omver getrokken waren en Tivoli Tijdelijk het gebouw in gebruik nam, waren de Megafoons een van de eerste optredende bands. De volgende dag vond er een groot festival plaats waar Herman Brood optrad, het Klein Orkest en vele andere bands.
Diverse optredens in buurthuizen, manifestaties, demonstraties en acties leidden tot de eerste single Nix geen Trix op onze riks die uitgebracht werd begin 1980 in de aanloop naar de inhuldiging van Beatrix en het zogenaamde Kroningsoproer. Door bij optredens de single te verkopen werden uiteindelijk 1500 exemplaren verkocht. De Megafoonssingle was tevens de eerste uitgave van het alternatieve platenlabel Rock Against Records, waarop nog vele andere singles en langspeelplaten met Utrechtse punk en new wave uitgebracht werden. De Megafoons speelden twee nummers van de single in het alternatieve gezamenlijke radioprogramma van de VARA en STAD Radio Amsterdam tijdens de inhuldiging van 1980. In mei 1981 speelden de Megafoons tijdens het socialistische Wereldjeugdfestival in Wenen van de IUSY, waar ook the Ex optrad. In 1982 werd het duo uitgebreid met violisten Frank van Vliet en PSP-raadslid Robert van Gemert, en werd een tweede single opgenomen "Kruisraket", die op diverse grote demonstraties tegen de kernwapenwedloop werd uitgevoerd. In 2007 verscheen het boek Een halve eeuw popgeschiedenis in Utrecht waarbij Nix geen Trix een van de nummers was die op CD werd uitgebracht.
Het nummer "Niks geen Trix" werd in 2007 gecoverd door de band Waardeloos in het VPRO-televisieprogramma Villa Live.. In 2012 verscheen de film Onutregse Toestanden waarin de Megafoons een reünie-optreden doen in concertzaal Tivoli.

## Ep's

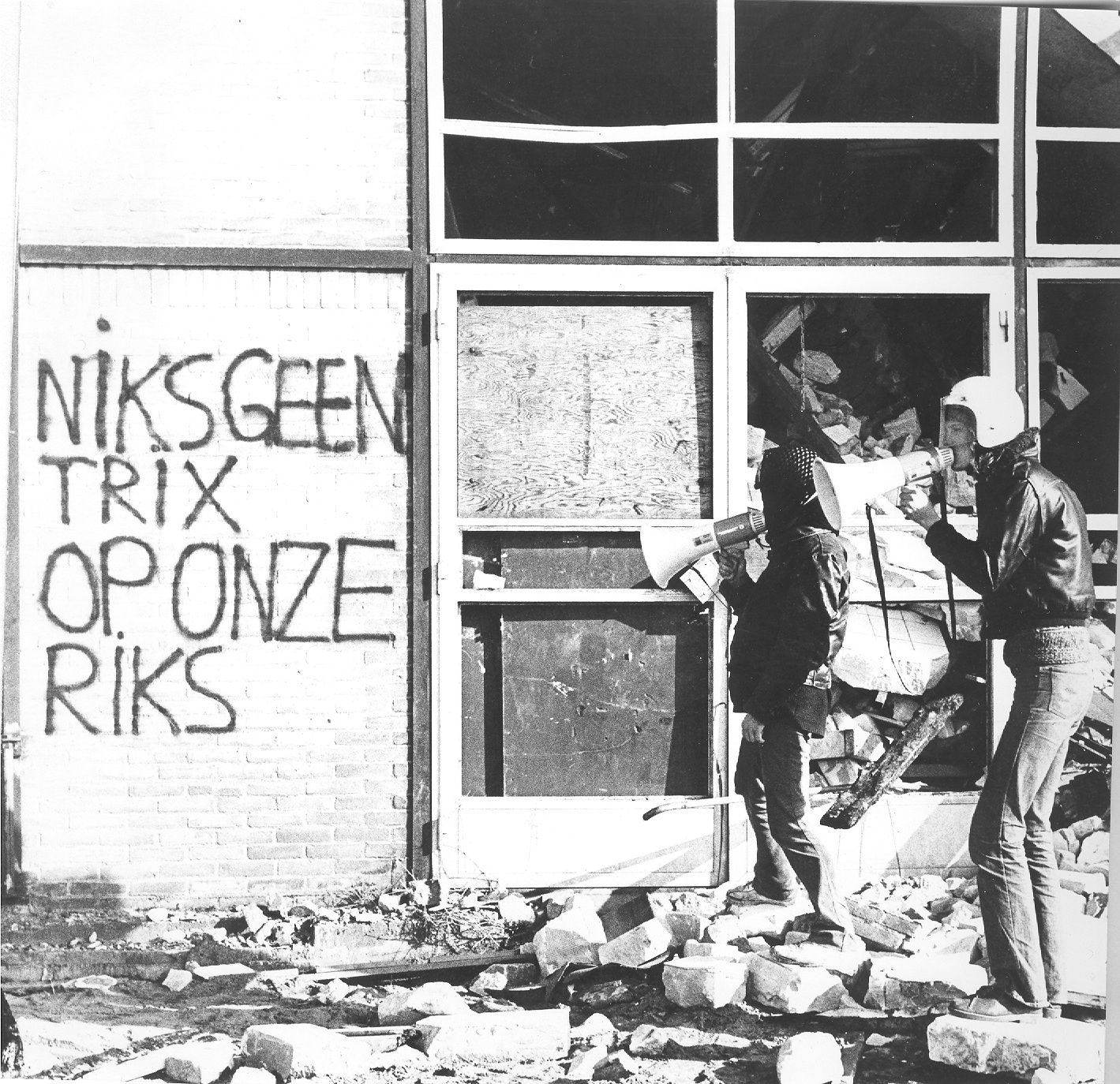
Alternatieve hoes voor de ep Nix geen Trix op onze riks

- Niks geen Trix op onze riks (1980)

Anti Authority Side:
1. "Niks geen Trix"
2. "Vonhoff, lik me reet"

Anti Society Side:
1. "Nee, ik wil het niet meer"
2. "Ik ben een opstandeling"

- Nooit meer fascisme (1983)

1. "Kruisraketten"
2. "Straling"
3. "Holocaust"
4. "Mensenrechten"